# Седмес
Седмес — река в России, протекает по Республике Коми. Устье реки находится в 26 км по правому берегу реки Сэбысь. Длина реки составляет 78 км.

## Притоки
- В 4 км от устья по левому берегу реки впадает река Динвож.
- В 28 км от устья по левому берегу реки впадает река Расвож.
- В 30 км от устья по правому берегу реки впадает река Войвож.
- В 47 км от устья по левому берегу реки впадает река Арыса.

## Данные водного реестра
По данным государственного водного реестра России относится к Двинско-Печорскому бассейновому округу, водохозяйственный участок реки — Печора от впадения реки Уса до водомерного поста Усть-Цильма, речной подбассейн реки — Печора ниже впадения Усы. Речной бассейн реки — Печора.
Код объекта в государственном водном реестре — 03050300112103000077902.